# 濱海奧果韋省
濱海奧果韋省（法語：Ogooué-Maritime）是加蓬的9個省份之一，位於該國西部，首府讓蒂爾港（Port-Gentil），下分3縣，北接河口省，東北面是中奧果韋省，東臨恩古涅省，東南面是尼揚加省，西面是幾內亞灣，面積22,890平方公里。

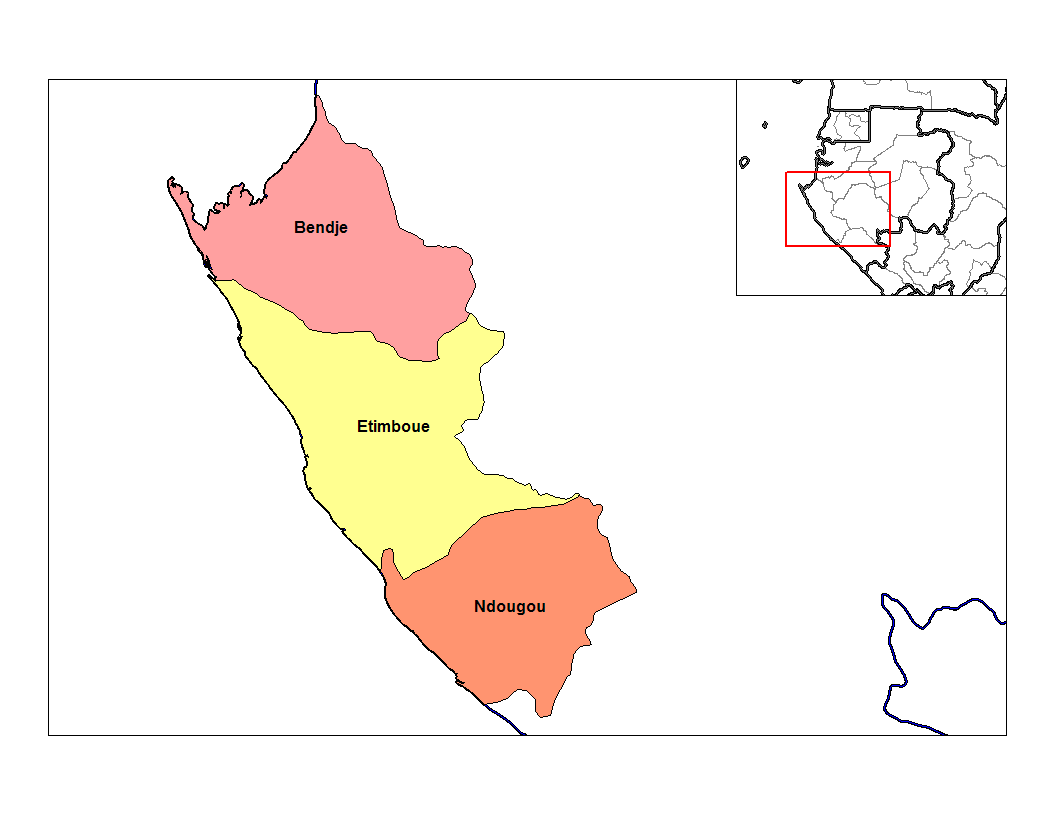
濱海奧果韋省的縣份